# Саша Трей
Саша Трей (фр. Sacha Treille; 6 листопада 1987, м. Гренобль, Франція) — французький хокеїст, лівий/правий нападник. Виступає за «Спарта» (Прага) у Чеській Екстралізі. 
Виступав за «Гренобль», «Фер'єстад» (Карлстад), «Нюбру», «Бофорс», «Мальме Редгокс», «Кладно».
У складі національної збірної Франції учасник чемпіонатів світу 2007 (дивізіон I), 2008, 2009, 2010, 2011 і 2012. У складі молодіжної збірної Франції учасник чемпіонатів світу 2006 (дивізіон I) і 2007 (дивізіон I). У складі юніорської збірної Франції учасник чемпіонату світу 2005 (дивізіон I).
Брат: Йорік Трей.
Досягнення
- Чемпіон Франції (2007)
- Чемпіон Швеції (2009)
- Володар Кубка французької Ліги (2007)
- Володар Кубка Франції (2008).